# Beaumont-en-Diois
Cet article concerne l'une des trois communes homonymes dans la Drôme. Pour les deux autres communes homonymes drômoises, voir Beaumont-lès-Valence et Beaumont-Monteux. Pour les autres articles homonymes, voir Beaumont.
Beaumont-en-Diois est une commune française située dans le département de la Drôme, en région Auvergne-Rhône-Alpes.
Ses habitants sont dénommés les Beaumontois.

## Géographie

### Localisation
Beaumont-en-Diois est située à 25 km de Die et à 7 km de Luc-en-Diois.

### Relief et géologie
Sites particuliers :
- Col de Fond Sauvage
- Col de Poyols (ou Col de Beaumont)
- Col des Pourcieux
- Col la Penne
- Combe de Tire-Cul
- Combe du Grand Devès
- Grand Devès (968 m)
- l'Aupet (1 114 m)
- Montagne de Montenier
- Serre Banchet
- Serre la Chaud (nord)
- Serre la Chaud (sud)
- Serre Villard
- Rocher de la Pierrelle
- Rocher de Regaras

Le mont l'Adret-de-Chatier est attesté en 1891.

### Hydrographie
La commune est arrosée par les cours d'eau suivants :
- la Drôme ;
- Ravin de Rebinserie ;
- Ravin des Graves ;
- Torrent de Nière Gourzine.

Le ruisseau Beaumont, affluent de la Drôme, est formé des ravins de Rebuissière et de Nière-Gouzine (commune de Beaumont). Parcours : 2,05 kilomètres. En 1891, il avait une largeur moyenne de 3,15 m (note : le dict. indique 31,50 m mais cela semble être une coquille), une pente de 35,55 m, un débit ordinaire de 0,24 m3, extraordinaire de 10 m3.

### Climat
Pour des articles plus généraux, voir Climat d'Auvergne-Rhône-Alpes et Climat de la Drôme.
En 2010, le climat de la commune est de type climat méditerranéen altéré, selon une étude du CNRS s'appuyant sur une série de données couvrant la période 1971-2000. En 2020, Météo-France publie une typologie des climats de la France métropolitaine dans laquelle la commune est exposée à un climat de montagne ou de marges de montagne et est dans la région climatique  Alpes du sud, caractérisée par une pluviométrie annuelle de 850 à 1 000 mm, minimale en été. 
Pour la période 1971-2000, la température annuelle moyenne est de 10,5 °C, avec une amplitude thermique annuelle de 17,1 °C. Le cumul annuel moyen de précipitations est de 949 mm, avec 7,8 jours de précipitations en janvier et 5,1 jours en juillet. Pour la période 1991-2020, la température moyenne annuelle observée sur la station météorologique de Météo-France la plus proche, sur la commune de Bellegarde-en-Diois à 5 km à vol d'oiseau, est de 10,5 °C et le cumul annuel moyen de précipitations est de 1 016,9 mm,. Pour l'avenir, les paramètres climatiques de la commune estimés pour 2050 selon différents scénarios d'émission de gaz à effet de serre sont consultables sur un site dédié publié par Météo-France en novembre 2022.

### Voies de communication et transports
La commune est desservie par les routes départementales 93 et 175 (RD 93 et RD 175).

## Urbanisme

### Typologie
Au 1er janvier 2024, Beaumont-en-Diois est catégorisée commune rurale à habitat très dispersé, selon la nouvelle grille communale de densité à 7 niveaux définie par l'Insee en 2022.
Elle est située hors unité urbaine. Par ailleurs la commune fait partie de l'aire d'attraction de Die, dont elle est une commune de la couronne,. Cette aire, qui regroupe 27 communes, est catégorisée dans les aires de moins de 50 000 habitants,.

### Occupation des sols
L'occupation des sols de la commune, telle qu'elle ressort de la base de données européenne d’occupation biophysique des sols Corine Land Cover (CLC), est marquée par l'importance des forêts et milieux semi-naturels (81,6 % en 2018), en diminution par rapport à 1990 (83,5 %). La répartition détaillée en 2018 est la suivante : forêts (77,4 %), zones agricoles hétérogènes (12,7 %), milieux à végétation arbustive et/ou herbacée (4,1 %), terres arables (3,8 %), prairies (1,9 %). L'évolution de l’occupation des sols de la commune et de ses infrastructures peut être observée sur les différentes représentations cartographiques du territoire : la carte de Cassini (XVIIIe siècle), la carte d'état-major (1820-1866) et les cartes ou photos aériennes de l'IGN pour la période actuelle (1950 à aujourd'hui).

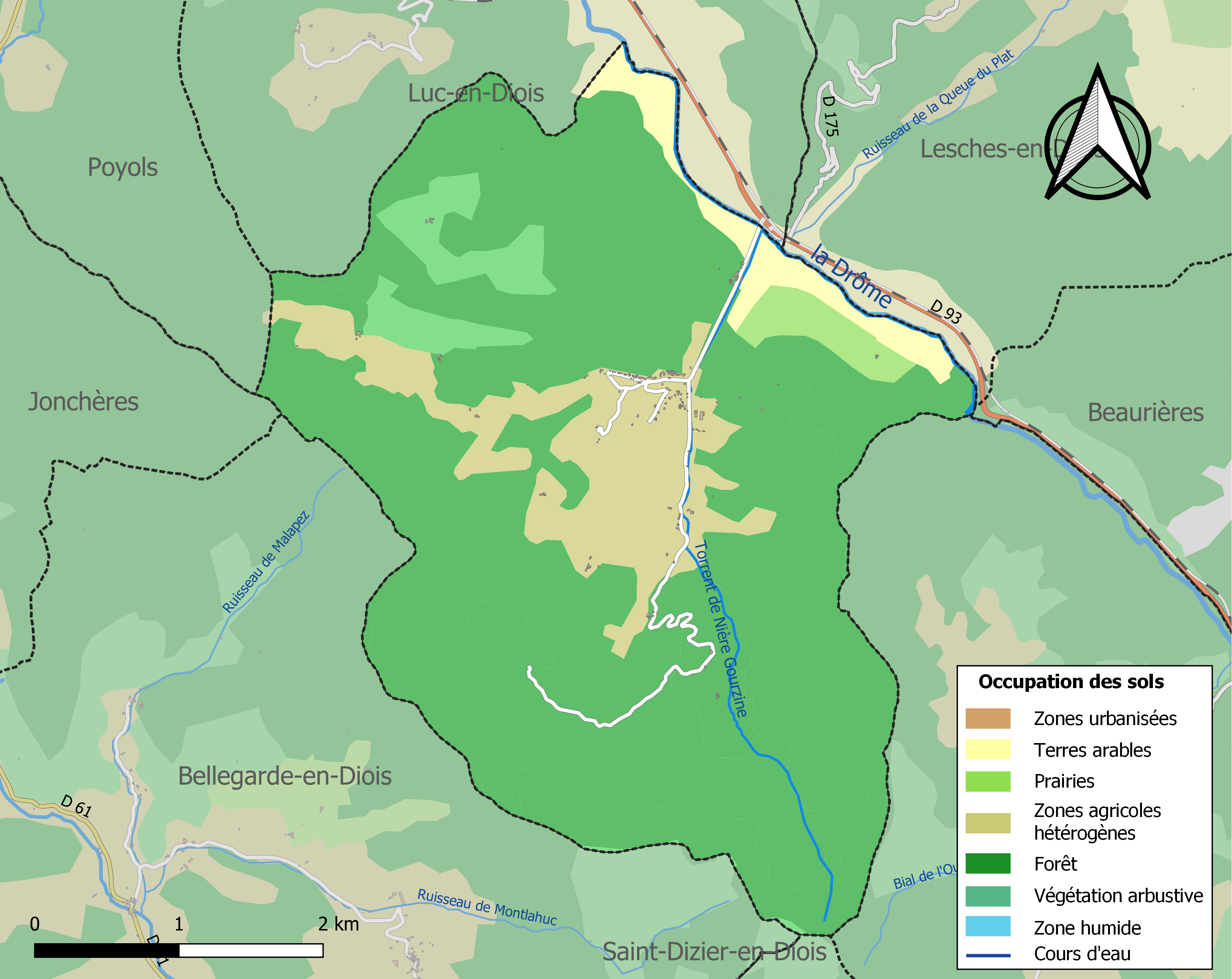
Carte des infrastructures et de l'occupation des sols de la commune en 2018 (CLC).

### Morphologie urbaine

#### Quartiers, hameaux et lieux-dits
Site Géoportail (carte IGN) :
- Colomb
- Donzaire
- Faveriole
- Ferme de Drôme
- Ferme du Col
- Ferme du Lac
- Ferme du Villaret
- Forêt Domaniale du Claps
- Grand Chatier
- Grand Lac
- la Créma
- la Guille Barbette
- la Parerie
- la Sausse
- la Soupe
- le Bois
- le Cheylard
- le Lac
- les Broues
- les Drayes
- les Pourcieux
- les Routes
- les Sagnes
- le Taillis
- le Vialard
- Saint-Martin
- Saint-Pierre

## Toponymie

### Attestations
Dictionnaire topographique du département de la Drôme :
- 1165 : castrum Bellimontis (cartulaire de Die, 20).
- 1509 : mention de l'église : ecclesia Beate Anne Bellimontis (visites épiscopales).
- 1750 : Beaumont en Diois (archives de la Drôme, fonds de l'évêché de Die).
- 1891 : Beaumont, commune du canton de Luc-en-Diois.
- 1955 ?[réf. nécessaire] : Beaumont-en-Diois.

### Étymologie
Les « Beaumont » sont des toponymes signalant l'intérêt d'un mont par sa hauteur ou la protection qu'il peut apporter aux habitants du lieu.
Préciser qu'il est dans le pays du Diois permet de ne pas le confondre avec les autres « Beaumont » de la région.

## Histoire
Pour un article plus général, voir Histoire de la Drôme.

### Du Moyen Âge à la Révolution
La seigneurie :
- Au point de vue féodal, la terre (ou seigneurie) était du fief de l'église épiscopale de Die[3].

XIIe siècle : fief des évêques de Die.
Fief de l’évêque de Die (Hugues II) / appartient à Isoard, comte de Die, qui doit en faire l’hommage au prélat[réf. nécessaire].
- Les Artaud[3].

Les Artaud de Montauban[réf. nécessaire].
- 1683 : passe (par mariage) aux Liotaud, derniers seigneurs de Beaumont[3].

Les Liotaud Artaud de Montauban[réf. nécessaire].
Beaumont constituait un site défensif, attesté par les ruines d'un château fort et de sa tour de guet, encore visibles sur une colline appelée « le château »[réf. nécessaire] :
- La construction du château date de la première moitié du XIIe siècle.
- Il est mentionné dans une bulle du pape Alexandre III datée du 28 mars 1165.
- Le château consistait en une simple forteresse, où le seigneur ne résidait pas, mais qui abritait son châtelain et quelques hommes d’armes chargés de surveiller la haute vallée de la Drôme. À l’autre extrémité de la crête supportant le château se trouvait une tour de guet dominant la vallée de la Drôme.
- En 1419, après la réunion du Diois à la couronne de France, le guet a été supprimé et le château abandonné.

Beaumont a été un péage jusqu'au XVIIIe siècle.
Les cultes[réf. nécessaire] :
- Beaumont-en-Diois formait une paroisse de l'archiprêtré de Luc et du diocèse de Die. Outre l'église paroissiale, dédiée à sainte Anne et le prieuré bénédictin de Saint-Martin, la commune comprenait une chapelle Notre-Dame avec son cimetière et une chapelle proche de la ferme Saint-Pierre. Ces derniers édifices n'existent plus au XVe siècle, ou du moins ne présentent plus que des ruines.
- Beaumont ne possédait pas de temple avant la révocation de l'Édit de Nantes par le roi Louis XIV. La communauté protestante était une annexe de celle de Poyols.
- À partir du XVIe siècle, la population fut divisée presque également entre catholiques et protestants (en 1644 : dix familles catholiques et quinze familles protestantes).

Le lac de Luc :
- Au XVe siècle, après l'éboulement des rochers du Claps qui forma le lac de Luc, le village se trouva isolé et le château fut abandonné. La population, qui était alors d’environ 200 personnes, fut périodiquement décimée par les « fièvres malignes et épidémiques » occasionnées par la proximité des marécages du lac. En outre, le village subissait les inondations, lors des crues des torrents qui ne pouvaient s'évacuer dans la plaine du lac.
- 1752 : les Chartreux de Durbon, propriétaires du Grand Lac, décident de l'assécher.
- 1755 : une crue exceptionnelle ouvre une brèche et fait baisser le niveau du lac de plus de deux mètres.
- L'assèchement de ce lac (commencé avant la Révolution et continué après) provoqua plusieurs procès entre le seigneur Liotaud Artaud de Montauban et les habitants de la commune, ainsi qu'entre les habitants et les Chartreux. En effet, les habitants utilisaient les atterrissements (zones du lac naturellement comblées par la Drôme) comme pâturages et pour s'approvisionner en saules et en broussailles[16].

Avant 1790, Beaumont était une communauté de l'élection de Montélimar, subdélégation de Crest et du bailliage de Die.

Elle formait une paroisse du diocèse de Die. Son église était dédiée à sainte Anne. La cure était de la collation de l'évêque diocésain et les dîmes appartenaient au prieur du lieu (voir Saint-Martin).

#### Saint-Martin
Le prieuré de Saint-Martin :
- Prieuré de l'ordre de Saint-Benoît, filiation de Cluny, qui était une dépendance de celui de Saint-Marcel de Die, auquel il fut uni dans le cours du XVe siècle et dont le titulaire avait les dîmes de la paroisse de Beaumont.
- XIVe siècle : attesté sous le nom prioralus Belli Montis (pouillé de Die).

#### Saint-Pierre
Saint-Pierre est un quartier de la commune de Beaumont-en-Diois
Le prieuré de Saint-Pierre est en fonction de l'an 800 jusque vers 1600[réf. nécessaire].
- Il est situé sur une colline écartée qui serait, d'après Louis Froment (curé de Luc-en-Diois), un ancien site gallo-romain[19].
- En 1644, La chapelle est signalée comme « ruinée, sans recteur, patron, revenu ni service »[réf. nécessaire].
- En 1709, un extrait du parcellaire de la communauté de Beaumont, établi par Alexandre Borel de la Combe, atteste de la transformation du prieuré en ferme[réf. nécessaire].
- Autour de 1975, lors de travaux de réfection de la ferme, huit sépultures sont découvertes à une profondeur de 30 cm à 1 m. Elles sont orientées est-ouest (tête à l'ouest). L'une d'elles, vue par le père Froment, est un coffre au fond non dallé, aux parois de blocs de tuf marquant un rétrécissement vers la tête, à la couverture de dalles.

Dans l'une des tombes, a été trouvé un vase en céramique grise, un pégau (haut de 11 cm, large de 12) à une anse plate, sans bec. Les parois sont très minces et la moitié supérieure du vase est ornée de stries horizontales séparant des bandes de décor à la molette (arêtes de poisson).

### De la Révolution à nos jours
En 1790, la commune est comprise dans le canton de Valdrôme. La réorganisation de l'an VIII (1799-1800) la fait entrer dans celui de Luc-en-Diois.
1790 : délibération du conseil d'administration de Die à propos de la construction d'une route de Luc au col de Cabre, passant par le Grand lac : « [...] Le tracé réalisé en 1777 par mr de la Peyrouze serait d'autant plus facile et commode que ce lac est déjà en grande partie desséché et le sera sans doute ultérieurement [...] »[réf. nécessaire].
Entre 1890 et 1913, le reboisement des collines protégea les champs et le village de l'érosion dévastatrice des torrents[réf. nécessaire].

## Politique et administration

### Liste des maires
| Période                                                                      | Période                       | Identité                               | Étiquette | Qualité       |
| ---------------------------------------------------------------------------- | ----------------------------- | -------------------------------------- | --------- | ------------- |
| Les données manquantes sont à compléter. : de la Révolution au Second Empire |                               |                                        |           |               |
| 1790                                                                         | 1871                          | ?                                      |           |               |
| Les données manquantes sont à compléter. : depuis la fin du Second Empire    |                               |                                        |           |               |
| 1871                                                                         | 1874                          | ?                                      |           |               |
| 1874                                                                         | 1878                          | ?                                      |           |               |
| 1878                                                                         | 1884                          | ?                                      |           |               |
| 1884                                                                         | 1888                          | ?                                      |           |               |
| 1888                                                                         | 1892                          | ?                                      |           |               |
| 1892                                                                         | 1896                          | ?                                      |           |               |
| 1896                                                                         | 1900                          | ?                                      |           |               |
| 1900                                                                         | 1904                          | ?                                      |           |               |
| 1904                                                                         | 1908                          | ?                                      |           |               |
| 1908                                                                         | 1912                          | ?                                      |           |               |
| 1912                                                                         | 1919                          | ?                                      |           |               |
| 1919                                                                         | 1925                          | ?                                      |           |               |
| 1925                                                                         | 1929                          | ?                                      |           |               |
| 1929                                                                         | 1935                          | ?                                      |           |               |
| 1935                                                                         | 1945                          | ?                                      |           |               |
| 1945                                                                         | 1947                          | ?                                      |           |               |
| 1947                                                                         | 1953                          | ?                                      |           |               |
| 1953                                                                         | 1959                          | ?                                      |           |               |
| 1959                                                                         | 1965                          | ?                                      |           |               |
| 1965                                                                         | 1971                          | ?                                      |           |               |
| 1971                                                                         | 1977                          | ?                                      |           |               |
| 1977                                                                         | 1983                          | Paul Pouzin                            |           |               |
| 1983                                                                         | 1989                          | Jean Tourres                           |           |               |
| 1989                                                                         | 1995                          | Jean Tourres                           |           | maire sortant |
| 1995                                                                         | 2001                          | Jean Tourres                           |           | maire sortant |
| 2001                                                                         | 2008                          | Isabelle Blas                          |           |               |
| 2008                                                                         | 2014                          | Lionel Lherondel                       |           |               |
| 2014                                                                         | 29 juillet 2019               | Isabelle Blas                          | DVG       | employée      |
| Juillet 2019                                                                 | En cours (au 16 janvier 2021) | Isabelle Allemand[source insuffisante] | SE        |               |

## Population et société

### Démographie
En 2022 , la commune de Beaumont-en-Diois comptait 102 habitants. À partir du XXIe siècle, les recensements réels des communes de moins de 10 000 habitants ont lieu tous les cinq ans. Les autres chiffres sont des estimations.
| 1793 | 1800 | 1806 | 1821 | 1831 | 1836 | 1841 | 1846 | 1851 |
| ---- | ---- | ---- | ---- | ---- | ---- | ---- | ---- | ---- |
| 249  | 283  | 302  | 331  | 386  | 359  | 333  | 338  | 332  |

| 1856 | 1861 | 1866 | 1872 | 1876 | 1881 | 1886 | 1891 | 1896 |
| ---- | ---- | ---- | ---- | ---- | ---- | ---- | ---- | ---- |
| 294  | 281  | 258  | 253  | 264  | 254  | 224  | 200  | 193  |

| 1901 | 1906 | 1911 | 1921 | 1926 | 1931 | 1936 | 1946 | 1954 |
| ---- | ---- | ---- | ---- | ---- | ---- | ---- | ---- | ---- |
| 173  | 172  | 189  | 129  | 122  | 112  | 100  | 86   | 97   |

| 1962 | 1968 | 1975 | 1982 | 1990 | 1999 | 2006 | 2007 | 2012 |
| ---- | ---- | ---- | ---- | ---- | ---- | ---- | ---- | ---- |
| 86   | 84   | 61   | 42   | 58   | 75   | 77   | 77   | 87   |

| 2017 | 2022 | - | - | - | - | - | - | - |
| ---- | ---- | - | - | - | - | - | - | - |
| 104  | 102  | - | - | - | - | - | - | - |

### Enseignement
La commune est rattachée à l'académie de Grenoble.

### Manifestations culturelles et festivités
- Fête : le premier dimanche de juin[15] ou le dernier samedi de juin[réf. nécessaire].

### Loisirs
- Randonnées[15].
- Pêche[15].

### Médias
Le territoire de la commune se situe dans l'aire de diffusion de plusieurs médias :
- Presse écrite
  - Le Dauphiné libéré, quotidien régional qui consacre, chaque jour, y compris le dimanche, dans son édition de « La vallée de la Drôme » un ou plusieurs articles à l'actualité du canton et de la commune, ainsi que des informations sur les éventuelles manifestations locales, les travaux routiers, et autres événements divers à caractère local.
  - L'Agriculture Drômoise, journal d'informations agricoles et rurales, couvre l'ensemble du département de la Drôme.
  - Drôme Hebdo (ancien Peuple Libre), hebdomadaire chrétien d'informations.
  - Journal du Diois et de la Drôme.
- Presse audio-visuelle
  - France Bleu est une radio publique diffusée sur son territoire

### Cultes
- L'église catholique Sainte-Anne n'est utilisée que pour de rares cérémonies. En 2021, un mariage y a été célébré. Elle sert parfois pour un service de funérailles[réf. nécessaire]. L'église et la communauté catholique de Beaumont-en-Diois sont rattachées à la paroisse Saint-Marcel en Diois, laquele couvre 37 communes et dépend du Diocèse de Valence[24].

- Il y a actuellement trois cimetières à Beaumont : le cimetière catholique dont le terrain avait été donné à la paroisse le 19 novembre 1733 par le seigneur de Beaumont, Pierre Liotaud Artaud de Montauban ; le cimetière protestant formé de tombes appartenant aux familles ; enfin le cimetière communal basé sur le système des concessions[réf. nécessaire].

## Économie

### Agriculture
En 1992 : pâturages (ovins, bovins), lavande.
- Produits locaux : fromage Picodon[15].

### Tourisme
La commune dispose d'un camping municipal de 25 emplacements, situé au bord de la Nière-Gourzine[réf. nécessaire].

## Culture locale et patrimoine

### Lieux et monuments
- Château ruiné des Tours[15].
- Restes du prieuré bénédictin à Saint-Martin[15].
- Maisons anciennes de couleur ocre[15].
- Église catholique Sainte-Anne de Beaumont-en-Diois du XIXe siècle[15].
- Temple protestant[15]. Il fut construit au XIXe siècle. Il est actuellement désaffecté et transformé en gîte rural[réf. nécessaire].

### Patrimoine culturel
- Artisanat d'art[15].

### Patrimoine naturel
- Grottes[1],[15].

### Héraldique, logotype et devise

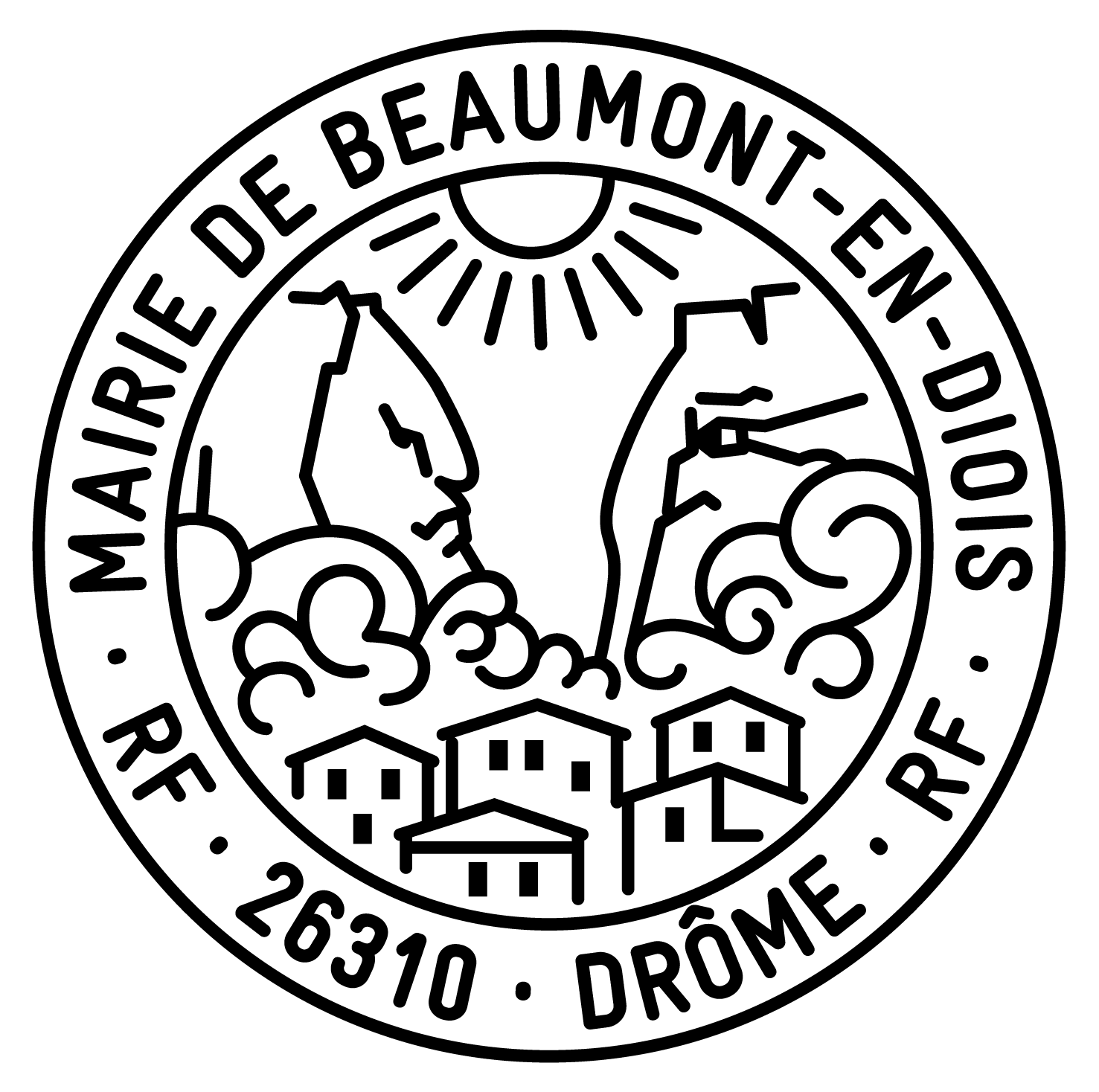
Sceau en vigueur depuis 2020

En 2021, le conseil municipal de Beaumont-en-Diois a proposé un nouveau sceau ou timbre pour la commune qui orne à présent le papier à en-tête et les documents graphiques de la commune[réf. nécessaire].